# 波斯維爾日
49°15′47″N 24°28′28″E / 49.26306°N 24.47444°E
波斯維爾日（烏克蘭語：Посвірж），是烏克蘭西部的村莊，隸屬伊萬諾-弗蘭科夫斯克州的伊萬諾-弗蘭科夫斯克區。該村面積3.13平方公里，2001年人口223，人口密度每平方公里71.3人。